# Przełom Ścinawki
Przełom Ścinawki – przełom rzeki Ścinawki w południowo-zachodniej Polsce, w Górach Kamiennych, w woj. dolnośląskim.
Przełom znajduje się w Górach Kamiennych na obszarze Parku Krajobrazowego Sudetów Wałbrzyskich, między Unisławiem Śląskim po północnej stronie a Mieroszowem po południowej stronie.
Za Unisławiem Śląskim rzeka Ścinawka zmienia nurt na południowy i tworzy jeden z najlepiej wykształconych w Sudetach przełomów. Rzeka dzieli Góry Kamienne na masywy: Masyw Dzikowca i Lesistej Wielkiej i Masyw Stożka. Wysokość stoków dochodzi do 300 m, a długość przełomu wynosi 4 km. Rzekę w przełomie zasila największy dopływ górnego odcinka potok Sokołowiec płynący z Przełęczy Trzech Dolin. Przełom jest najgłębszą doliną Gór Kamiennych. Przełomem prowadzi droga krajowa nr 35 oraz linia kolejowa nr 291, łącząca stację Wałbrzych Szczawienko ze stacją Meziměstí. Linia ta była do 1945 roku zelektryfikowana, jednakże po wojnie zdemontowano elektryczną sieć trakcyjną w ramach reparacji dla Związku Radzieckiego.